# Teljes gráf
A teljes gráf olyan egyszerű gráf, amelynek minden csúcsa össze van kötve minden más csúccsal. Az n csúcsú teljes gráfot {\displaystyle K_{n}}-nel jelöljük Kazimierz Kuratowski lengyel matematikus emlékére.

## Tulajdonságok
- {\displaystyle K_{n}} reguláris, minden csúcsának fokszáma {\displaystyle n-1}.
- {\displaystyle K_{n}} összesen {\displaystyle {\binom {n}{2}}={\frac {n(n-1)}{2}}} élt tartalmaz.
- a Kuratowski-tétel szerint síkbarajzolható gráf nem tartalmazhat a {\displaystyle K_{5}} gráffal topologikusan izomorf részgráfot.
- {\displaystyle K_{n}} az (n+1)-szimplex éleit adja.

Az első nyolc teljes gráf az alábbi ábrán látható:

- {\displaystyle K_{1}}
- {\displaystyle K_{2}}
- {\displaystyle K_{3}}
- {\displaystyle K_{4}}
- {\displaystyle K_{5}}
- {\displaystyle K_{6}}
- {\displaystyle K_{7}}
- {\displaystyle K_{8}}